# Дино, Джемиль
Джемиль бей Дино (алб. Xhemil bej Dino; 1894, Превеза, Вилайет Янина, Османская империя — 2 июля 1972, Мадрид, Испания) — албанский политический, дипломатический и государственный деятель. Министр иностранных дел Албании (12 апреля 1939 — 2 декабря 1941).

## Биография
Родился в семье крупного землевладельца в Чамерии. Окончил Галатасарайский лицей, затем учился в Стамбуле и Риме. Около 1920 года получил научную степень в Римском университете.
В 1920-х годах Д. Дино некоторое время был помолвлен с сестрой Ахмета Зогу.
С 1922 года работал в министерстве иностранных дел Албании, служил первым секретарём в посольстве в Париже, затем временным поверенным.
В 1925—1927 годах — Постоянный представитель Албании при Лиге Наций, участник 6-8-й ассамблей Лиги Наций.
Политик, в 1925 году был членом албанского парламента.
Был албанским послом в Румынии. В 1925—1931 годах — посол Албании в Италии, в 1932—1935 годах — посол в Великобритании. После того, как его любовница совершила самоубийство на ступенях посольства Албании в Лондоне, вынужден был уйти в отставку. В 1934 году женился на дочери Шефкета Верладжи.
После оккупации Албании Италией в 1939 году послал телеграмму с поздравлениями Бенито Муссолини. В 1939—1941 годах — Министр иностранных дел Албании в марионеточном правительстве своего тестя.
В 1941—1944 гг. Д. Дино был верховным комиссаром Чамерии и активно сотрудничал с итальянскими и германскими оккупационными войсками на территории Греции.
Будучи коллаборационистом Д. Дино бежал из Албании ещё до окончания Второй мировой войны. Жил в изгнании во франкистской Испании, где и умер в Мадриде 2 июля 1972 года.